# Makarov (pistola)
A Makarov, ou abreviadamente PM (em russo: Пистолет Макарова, Pistolet Makarova, literalmente Pistola Makarov), é uma pistola semiautomática russa. Tendo seu projeto sido liderado por Nikolay Fyodorovich Makarov, tornou-se a arma secundária militar e policial padrão da União Soviética em 1951.

## Desenvolvimento

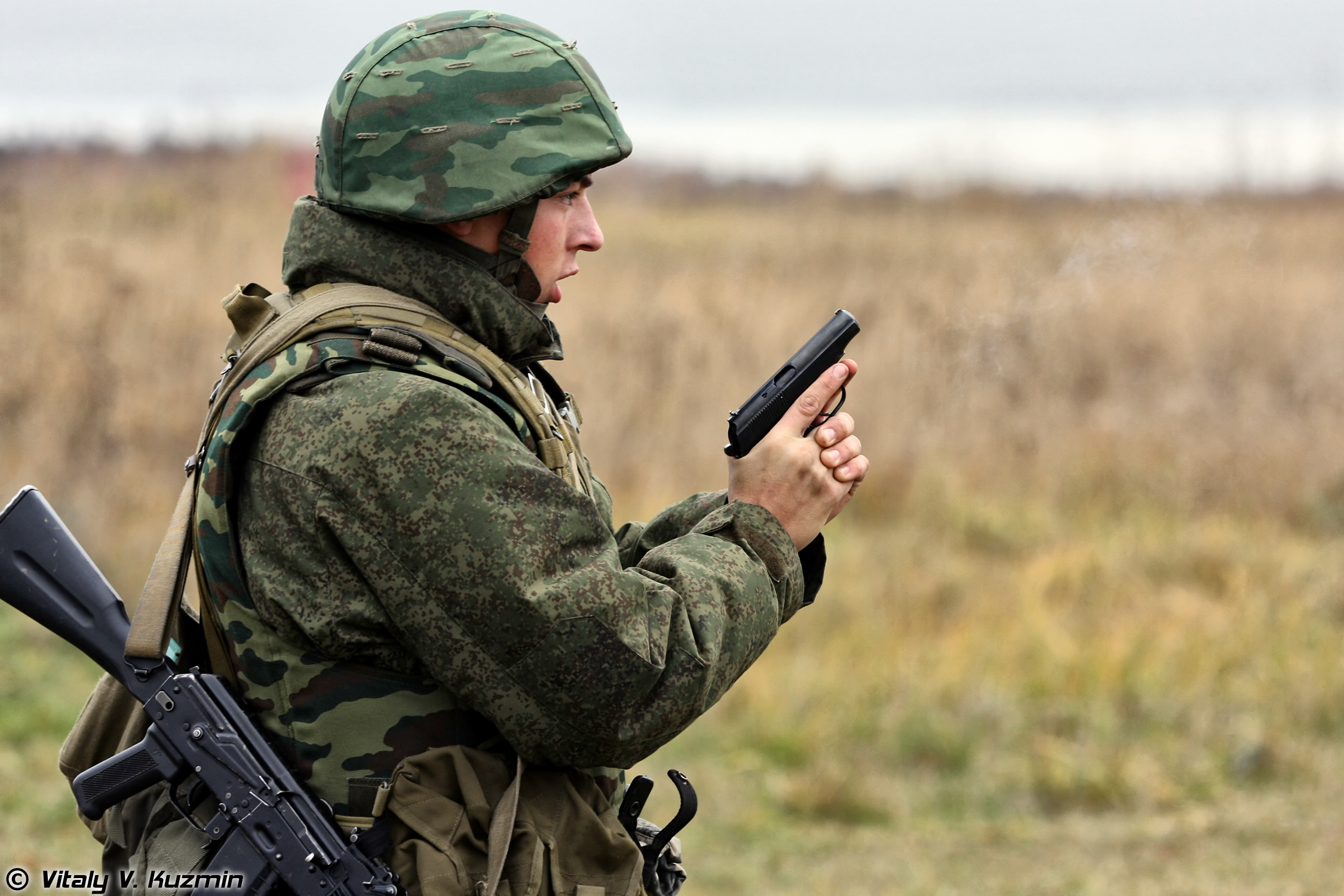
Paraquedista da VDV com sua Makarov.

Logo após a Segunda Guerra Mundial, a União Soviética reativou seus planos de substituir as pistolas semiautomáticas Tokarev TT33 e os revólveres Nagant M1895. A adoção do futuro fuzil de assalto AK relegou a pistola a uma arma curta, leve e de autodefesa. Portanto, a TT30 / 33 não era adequada para esse papel, pois era pesada e volumosa. Além disso as pistolas Tokarev omitiram segurança e os carregadores foram considerados fáceis de perder. Como resultado, em dezembro de 1945, foram criados dois concursos separados para uma nova pistola de serviço, respectivamente para uma pistola de 7,62mm e 9mm. Mais tarde, foi julgado que o novo cartucho 9,2x18mm, projetado por B. V. Semin, era o melhor cartucho adequado para o papel pretendido. As pressões mais baixas do cartucho permitiram uma operação prática de blowback (reduzindo o custo e a complexidade da arma), mantendo um baixo recuo e um bom poder de parada.
Vários engenheiros participaram do concurso, incluindo Korovin, Baryshev, Vojvodin, Simonov, Rakov, Klimov, Lobanov, Sevryugin e Makarov. Ênfase especial foi dada à segurança, facilidade de uso, precisão, peso e dimensões. Após manuseio rigoroso, confiabilidade e outros testes, a pistola de Makarov, inspirada na alemã Walther PP, se destacou de outros projetos por sua simplicidade, confiabilidade excelente, desmontagem rápida e robustez. Em abril de 1948, a pistola de Makarov sofreu 20 vezes menos problemas de funcionamento do que as concorrentes de Baryshev e Sevryugin e possuía menos peças. A pistola foi, portanto, selecionada em 1949 para maior desenvolvimento e otimização para produção em massa. O ferramental foi montado na fábrica de Izhevsk para produção. Após muitas mudanças e ajustes importantes no projeto, a arma foi formalmente adotada como a "9mm Pistolet Makárova", ou "PM", em dezembro de 1951.
Como a nova arma padrão da URSS, a PM foi emitida para os suboficiais, a polícia, as forças especiais e as tripulações de tanques e aeronaves. Permaneceu em amplo serviço de linha de frente com as forças armadas e a polícia soviéticas até e além do final da URSS em 1991. Variantes da pistola continuam em produção na Rússia, China e Bulgária. Nos EUA, Makarovs militares soviéticas e da Alemanha Oriental excedentes são listadas como itens de curiosidade e relíquias elegíveis pela Agência de Álcool, Tabaco, Armas de Fogo e Explosivos, porque os países fabricantes, a USSR e a RDA, não existem mais.
Em 2003, a Makarov PM foi formalmente substituída pela pistola PYa no serviço russo,  embora, em 2016, um grande número de pistolas Makarov ainda estivesse no serviço militar e policial russo. A PM ainda é a pistola de serviço de muitas repúblicas do Leste Europeu e ex-soviéticas. A Coreia do Norte e o Vietnã também utilizam PMs como pistolas de uso padrão.
Embora várias pistolas tenham sido introduzidas no serviço russo para substituir a Makarov, nenhuma foi capaz de substituí-la inteiramente; a MP-443 Grach / PYa é tecnicamente a arma secundária padrão das forças armadas russas, mas sofre com problemas de qualidade e confiabilidade. Em setembro de 2019, a Rostec anunciou que sua pistola Udav havia entrado em serviço em massa como substituta da Makarov. A Udav dispara o cartucho 9x21mm Gyurza, que alegadamente perfura 1,4 mm de titânio ou 4 mm de aço a 100 metros.

## Design

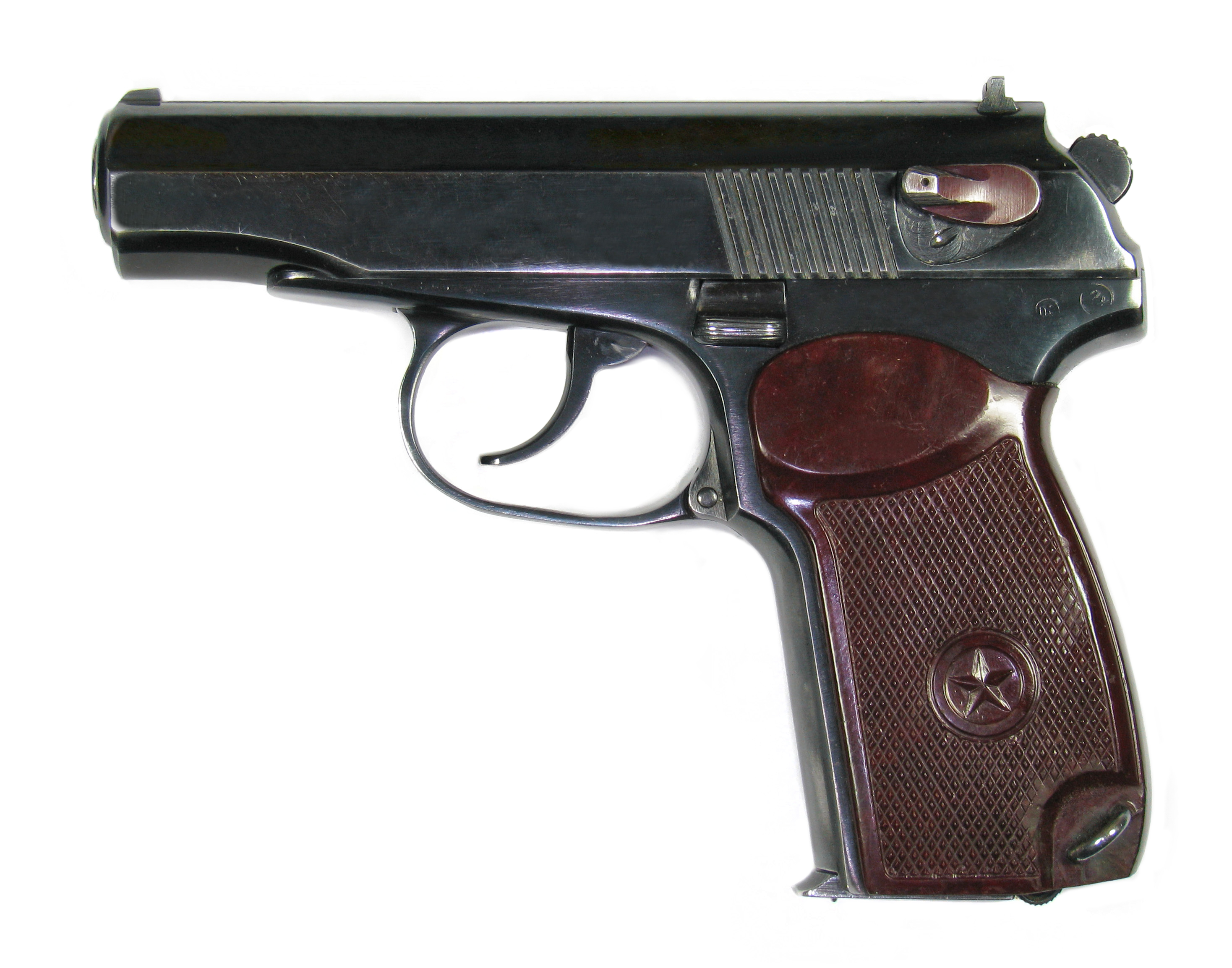
Uma PM de 1977.

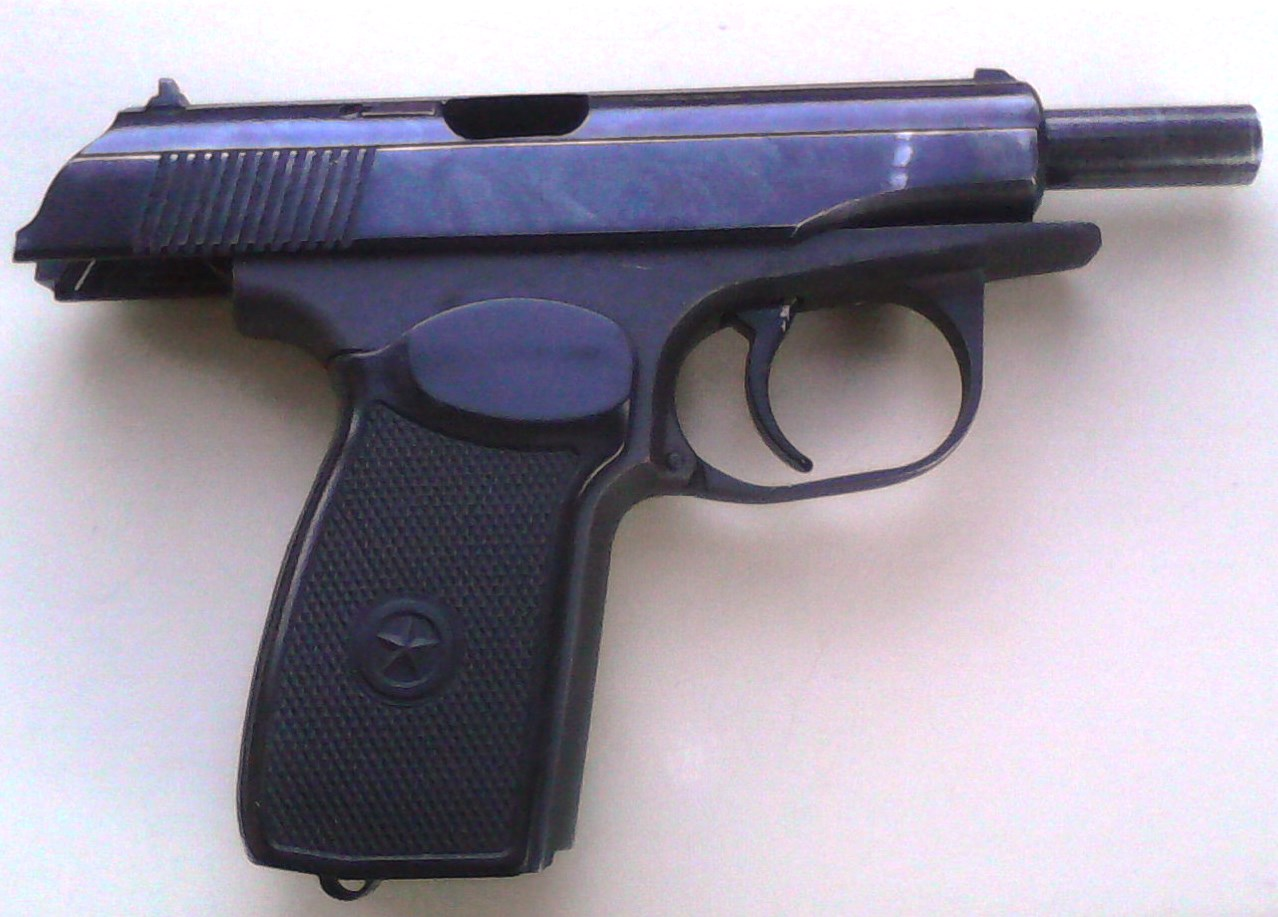
Uma Makarov com o ferrolho puxado para trás (note que o cano não fez nenhum movimento).

A PM é uma pistola de tamanho médio com estrutura de aço, ação de blowback simples e cano fixado à armação. Nos designs de blowback, a única força que mantém o ferrolho fechado é a mola recuperadora; ao disparar, o cano e o ferrolho não precisam ser destrancados, assim como pistolas com design de culatra trancada. Os designs de blowback são simples e mais precisos do que os que usam cano inclinado ou articulado, por exemplo; mas são limitados praticamente pelo peso do ferrolho. O cartucho 9x18mm é um cartucho prático em pistolas operadas por blowback; produzindo um nível respeitável de energia de uma pistola de peso e tamanho moderados. A PM é pesada por seu tamanho pelos modernos padrões de armas comerciais dos EUA, em grande parte porque, em uma pistola de blowback, o ferrolho pesado fornece maior inércia para atrasar a abertura da culatra até que as pressões internas caiam a um nível seguro. Outros cartuchos mais potentes foram usados em designs de pistolas de blowback, mas a Makarov é amplamente considerada equilibrada particularmente em seus elementos de design.
O leiaute geral e o procedimento de desmontagem da pistola Makarov é semelhante ao da PP. No entanto, o projetista Nikolay Makarov e sua equipe simplificaram drasticamente a construção da pistola, melhorando a confiabilidade e reduzindo a contagem de peças para impressionantes 27, sem incluir o carregador. Isso permitiu considerável facilidade de fabricação e manutenção. Todas as partes individuais da PM foram otimizadas para produção em massa, robustez e intercambiabilidade, parcialmente graças às ferramentas, tecnologias e máquinas alemãs capturadas.
O cano de calibre 9,27 mm, forrado com cromo e com quatro ranhuras, é pressionado e preso à armação por meio de um anel usinado com precisão. A mola recuperadora de 7 kg envolve e é guiada pelo cano. O guarda-mato com mola é articulado para baixo e virado para um dos lados da armação, permitindo a remoção do ferrolho. A massa de mira é usinada integralmente no ferrolho e uma tira texturizada de 3 a 4 mm de largura é gravada na parte superior do ferrolho, a fim de evitar reflexos que atrapalhem a pontaria. A alça de mira é encaixada no ferrolho e várias alturas estão disponíveis para ajustar o ponto de impacto. O extrator é do tipo com mola externa e possui um flange proeminente que evita a perda se uma caixa se romper. A face da culatra é profundamente recuada, afim de auxiliar na confiabilidade da extração e ejeção. A alavanca de trancamento do ferrolho em chapa de aço estampado tem uma cauda que serve ao propósito de ejetor. O cabo de uma peça, envolvido em baquelite ou plástico, é reforçado com inserções de aço e possui um retentor dentro de um orifício rosqueado, impedindo o desaparafusamento durante o disparo. A mola principal de chapa de metal, alojada dentro da tala de empunhadura, alimenta o cão tanto no golpe principal quanto no rebote, no gatilho e no desconector, enquanto sua extremidade inferior é o ressalto e a mola do retém do carregador. As peças da pistola Makarov raramente quebram com o uso normal e são facilmente reparadas com poucas ferramentas.
A PM possui um percussor triangular flutuante, sem mola ou bloco. Teoricamente, isso permite a possibilidade de disparo acidental se a pistola cair e a boca do cano colidir contra o solo. O projetista Nikolay Makarov achou que o percussor de massa insuficiente constituía um grande perigo. A pistola Makarov é notável pelos elementos de segurança de seu design, com uma alavanca de segurança que simultaneamente desarma e bloqueia o cão de entrar em contato com o percussor e retorna a arma para o modo normal, de ação dupla, quando essa segurança é acionada. Quando manuseada adequadamente, a pistola Makarov tem excelente segurança contra disparos acidentais causados por pressão inadvertida no gatilho, por exemplo, ao tirar a arma do coldre. No entanto, o grande peso do gatilho no modo de ação dupla diminui a precisão do primeiro disparo. O modelo búlgaro da Makarov foi aprovado para venda no estado americano da Califórnia, depois de passar por um teste de segurança contra quedas exigido pelo estado, embora a certificação não tenha sido renovada e, desde então, foi removido da lista de armas curtas aprovadas.

## Operação

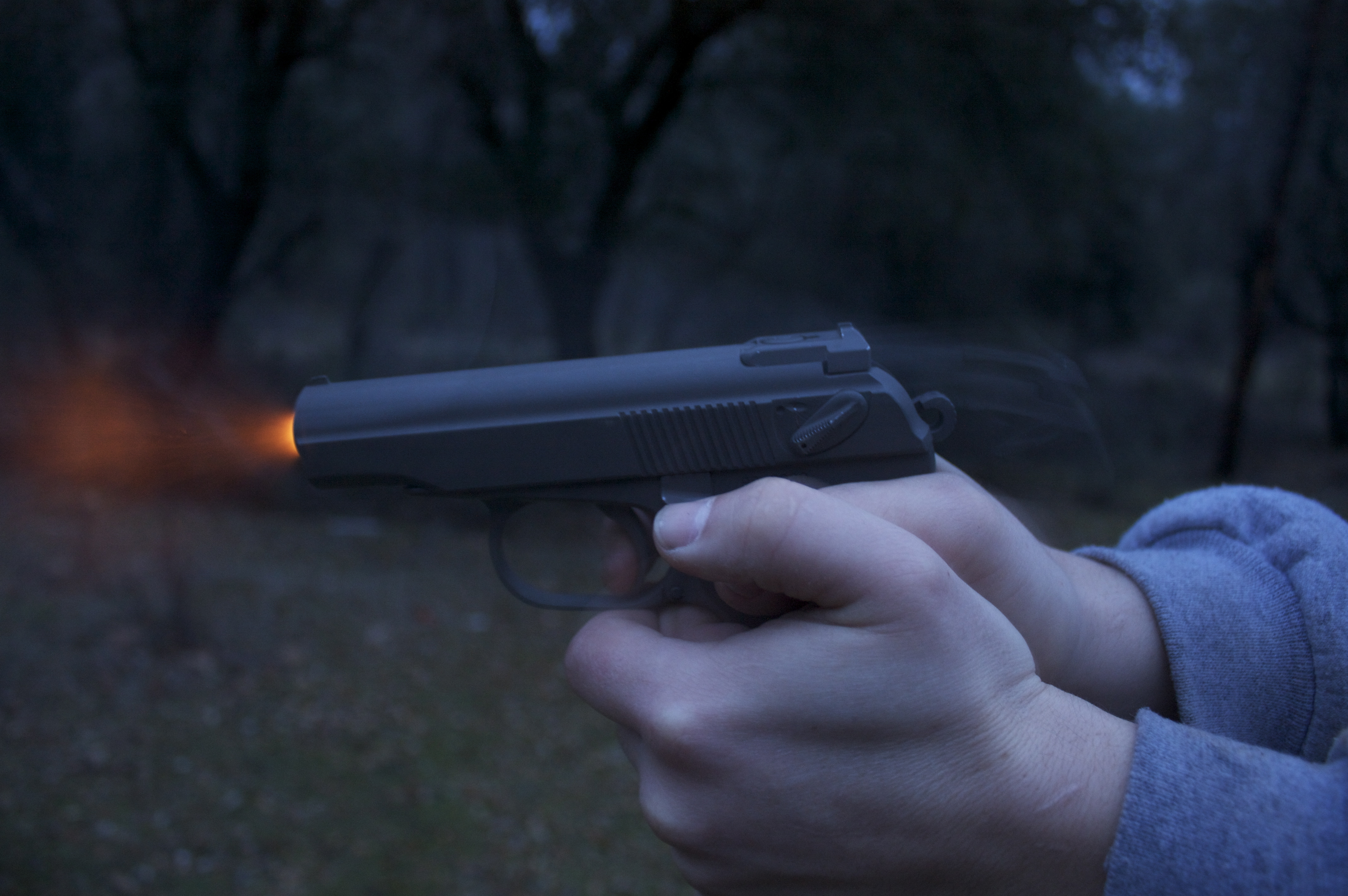
A Makarov sendo disparada.

A PM possui um mecanismo de gatilho de dupla ação. O acionamento da segurança manual simultaneamente desarma o cão se armado, e evita o movimento do ferrolho, gatilho e cão. Transportar com a segurança ativada ou com a segurança desativada e o cão desarmado é considerado seguro. A puxada do gatilho de dupla ação é pesada, exigindo um aperto forte, trocando a precisão do primeiro disparo por segurança. Puxar o ferrolho, engatilhar manualmente o cão ou fazer um disparo, arma o cão, ajustando o gatilho para o próximo disparo por ação simples. A PM é uma arma semiautomática, portanto sua taxa de tiro depende da rapidez com que o atirador aperta o gatilho. Os cartuchos deflagrados são ejetados entre 5,5 a 6 metros para a direita e a traseira do atirador. Depois de disparar o último projétil, o ferrolho é retido pelo retém do ferrolho. Os carregadores podem ser removidos da pistola através do retém do carregador, localizado na parte inferior do cabo, em formato de ressalto. Depois de inserir um carregador novo, o ferrolho pode ser liberado pressionando o retém no lado esquerdo da armação ou puxando o ferrolho e soltando-o; qualquer uma dessas ações alimenta um cartucho na câmara e prepara a pistola para disparar novamente.

## Variantes

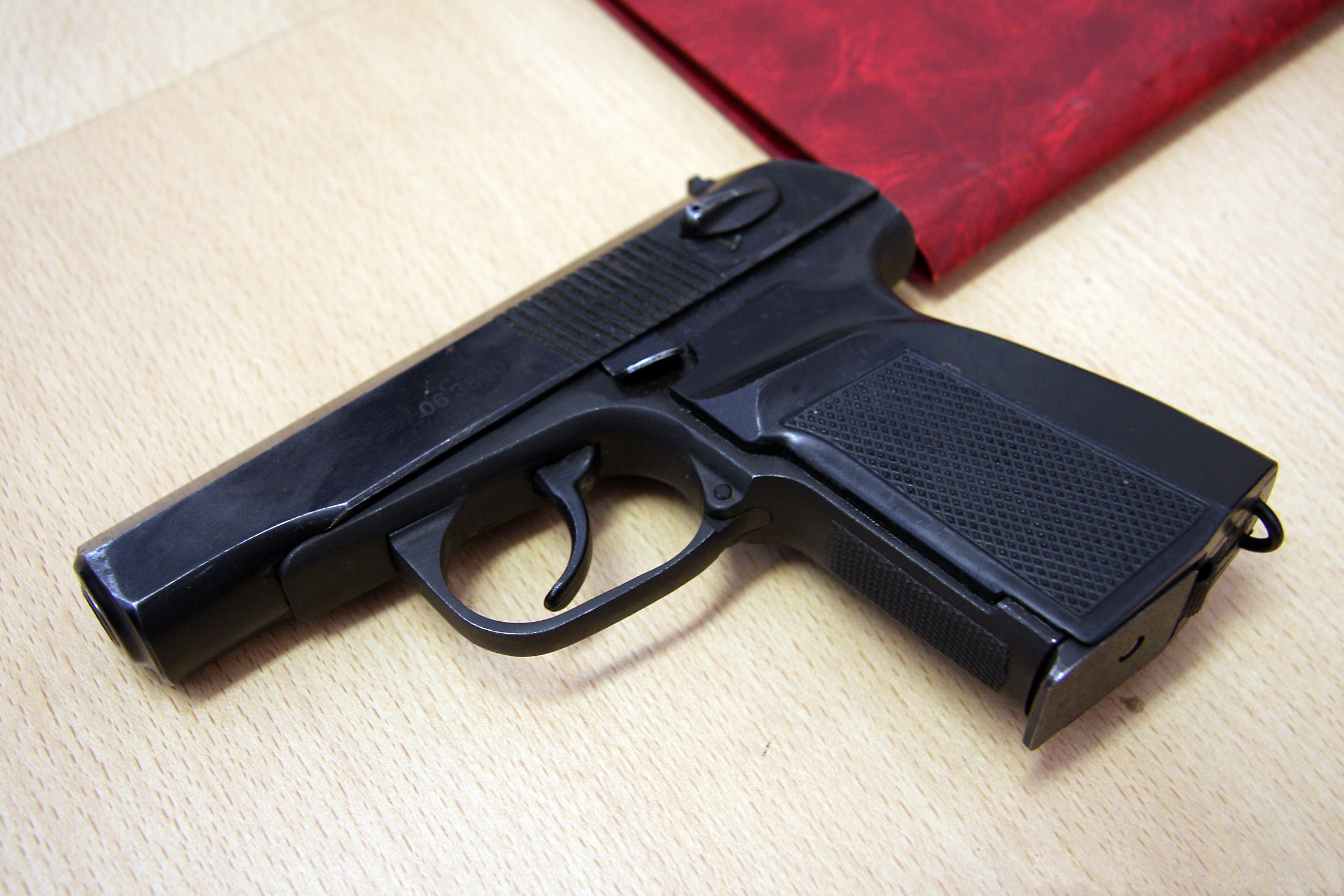
Uma PMM.

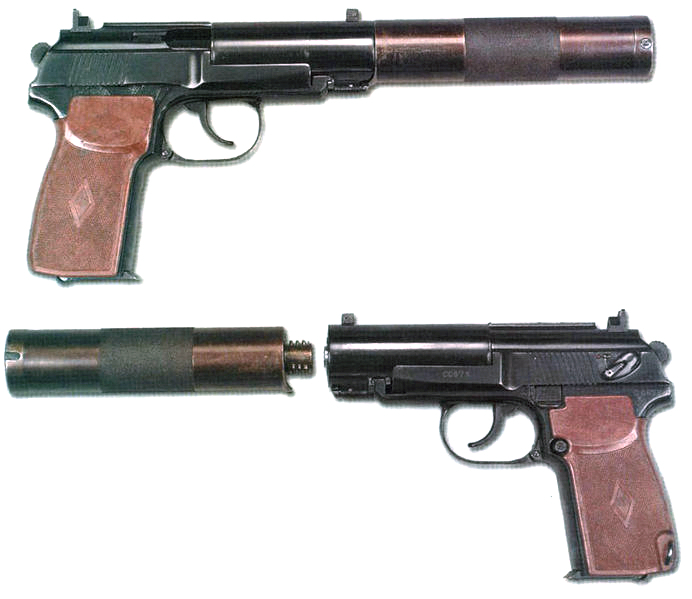
A pistola PB.

A pistola Makarov foi fabricada em vários países comunistas durante a Guerra Fria e depois; além da própria URSS, eles eram a Alemanha Oriental, a Bulgária, a China e a Alemanha pós-reunificação, que também se viu com vários milhares de pistolas Makarovs ex-RDA.
A variante mais conhecida, a PMM (Pistolet Makárova Modernizirovannyy ou Pistola Makarov Modernizada), foi uma reformulação da arma original. Em 1990, um grupo de engenheiros reformulou o design original, principalmente aumentando a carga do cartucho. O resultado é um aumento significativo na velocidade de saída e geração de 25% mais pressão de gás. O carregador da PMM armazena 12 cartuchos, em comparação com os oitos cartuchos da PM. As versões que continham dez cartuchos foram produzidas em quantidades maiores que o carregador de 12 cartuchos. A PMM é capaz de usar cartuchos 9,2x18mm PM existentes e possui outras modificações menores, como talas de empunhaduras mais ergonômicas, bem como canais na câmara que ajudam na extração. Em 2015, era - ao lado da MP-443 Grach - a pistola de serviço das Tropas Aerotransportadas da Federação Russa.
Uma versão silenciada da pistola Makarov, a PB, foi desenvolvida para ser usada por grupos de reconhecimento e pela KGB, com um silenciador destacável dedicado.
Uma variante experimental da Makarov, a TKB-023, foi projetada com uma armação de polímero para reduzir o peso e custos da arma. Ela passou nos testers militares sovéticos, mas nunca foi implementada, devido a preocupações com as capacidades do polímero para armazenamento e uso a longo prazo.
A Polônia, a Hungria e a Tchecoslováquia desenvolveram seus próprios projetos de pistolas utilizadoras do cartucho 9x18mm. A Hungria desenvolveu a FEG PA-63, a Polônia a P-64 e a P-83 Wanad e a Tchecoslováquia a vz.82. Embora pareçam similares em operação (blowback simples) e utilizem o mesmo cartucho, essas pistolas são frequentemente encontradas em feiras de armas por alguns varejistas americanos como "Makarovs polonesas" e "Makarovs húngaras". No entanto, esses designs cosmeticamente semelhantes são independentes da PM e têm mais em comum com a Walther PP (que, de fato, também foi uma grande influência na original russa Makarov).
Existe uma grande variedade adições e substituições para a pistola Makarov, incluindo canos de reposição, cabos customizados, acabamentos personalizados e miras maiores com várias propriedades para substituir as originais notoriamente pequenas. Existe uma montagem de mira / lanterna para a pistola Makarov, mas requer um cano de substituição rosqueado.

### Baikal
Baikal é uma marca desenvolvida pela IGP em torno da qual uma série de produtos de espingarda foi projetada a partir de 1962. Após o colapso da USSR, a fabricação de armas comerciais foi amplamente expandida sob a marca Baikal.
Durante a década 1990, a Baikal comercializou várias armas curtas derivadas da Makarov nos Estados Unidos sob o modelo IJ-70. Incluíam pistolas nas armações padrão e de alta capacidade. Elas estavam disponíveis em .380 ACP, além do cartucho padrão 9mm Makarov. Algumas pequenas modificações foram feitas para facilitar a importação para os Estados Unidos, incluindo a substituição da alça de mira fixa por uma mira ajustável (somente esses modelos russos comercializados no exterior possuem mira ajustável). Uma versão esportiva é a Baikal-442. A importação desses modelos comerciais para os EUA foi mais tarde restringida com a proibição de importação de armas de fogo do governo dos EUA.
A Baikal IZH-79-8 é uma versão modificada da pistola Makarov padrão, com um cano de 8 mm, modificada para permitir disparar cartuchos de gás. Essas armas se tornaram populares após a queda da URSS e foram usadas na Europa Oriental para proteção pessoal. No entanto, ao contrário da maioria das armas de disparo de gás, o corpo é feito de aço padrão de especificação Makarov, e, portanto, essa arma é popular entre os criminosos devido ao seu baixo custo de compra e facilidade de perfuração para disparos padrão de 9mm.

## Utilizadores
- Afeganistão[21]
- Albânia[22]
- Argélia[23]
- Angola[21]
- Armênia[21]
- Azerbaijão[21]
- Bulgária: Cópias da pistola foram produzidas a partir de 1960. O Arsenal 10 as produziu entre 1970 e 2007. Pode ser reconhecida por meio de marcações "((10))" do arsenal, serrilhas retas no cão e estrelas mais finas gravadas no cabo.[21]
- Burundi: Rebeldes burundianos.[24]
- Bielorrússia[21]
- China: Adotada pelo Exército de Libertação Popular em 1959 como a Type 59. Produzida localmente com pequenas diferenças cosméticas (ou seja, a largura do trilho de mira do ferrolho e a configuração da alavanca de segurança). A versão militar foi produzida de 1959 a 1960 na Factory 626 e apresentava um escudo característico em relevo com 5 estrelas no cabo. Type 59s civis foram produzidas pela Norinco para o mercado de exportação.[25]
- Cuba: Feita sob licença.[21]
- Alemanha Oriental: Cópias da pistola foram produzidas. Conhecida localmente como "Pistole-M". Pode ser reconhecida através de talas de empunhadura escuras e planas, alto azulamento polido e características iniciais (alavanca de segurança não perfurada, orifícios de retenção de segurança redondos...). Foram também produzidos cortes especiais de treinamento com o prefixo do numero de série "SM".[26]
- Eritreia[21]
- Estónia: Substituída.[21]
- Etiópia[21]
- Granada[27]
- Geórgia[21]
- Índia: Usada pelos pilotos da Força Aérea Indiana.[28]
- Indonésia: Usada especialmente por oficiais da Força Aérea da Indonésia na década de 1960.[carece de fontes?]
- Iraque[21]
- Cazaquistão[21]
- Quirguistão[21]
- Laos[21]
- Letónia[21]
- Líbia: Cópias da pistola foram produzidas com peças originárias da Europa Oriental.[29]
- Lituânia: Substituída pela Glock em 2005-2006, uso parcial por militares.[21]
- Macedônia do Norte[21]
- Mali: Movimento Popular de Libertação de Azauade.[30]
- Malta[21]
- Moldávia[21]
- Mongólia[21]
- Moçambique[21]
- Nicarágua[21]
- Coreia do Norte[31]
- Serra Leoa: 90+ pistolas Type 59 adquiridas em 2001.[32]
- Eslovênia: Usada na década de 1990.[33]
- União Soviética[34]
- Roménia: Usada pela pela Polícia Romena.[carece de fontes?]
- Rússia[34]
- Somália[21]
- Síria: Usada por unidades policiais.[21]
- Tajiquistão[21]
- Turquemenistão[21]
- Ucrânia[21]
- Uzbequistão[21]
- Vietname: Cópias feitas como a KS9.[35] Nome de indústria conhecido como SN9.[36]
- Zimbabwe: Usada pelo Exército Nacional do Zimbábue.[carece de fontes?] *Predefinição:Cv:Usada pela policia nacional